# 다무라 구니아키
다무라 구니아키(일본어: 田村邦顕, 1817년 2월 12일 ~ 1840년 9월 18일)는 이치노세키번의 7대 번주이다. 어릴적 이름은 후카미(深美)이고, 초명은 노리아키(徳顕)이다. 관위는 종5위하, 사쿄노다이부(左京大夫)이다.
6대 번주 다무라 무네아키의 차남으로 에도의 다무라 가문 저택에서 태어났다. 1827년에 아버지가 사망하자 이듬해 가독을 잇고 번주가 되어 쇼군 도쿠가와 이에나리를 알현하였다. 하지만 선대에 이어 매년 계속되는 흉작으로 번 재정은 극도로 악화되기만 하였다. 1840년, 25세의 나이로 사망하였고, 후사가 없는 관계로 동생인 구니미치가 양자가 되어 그 뒤를 이었다.
| 전임 다무라 무네아키 | 제7대 이치노세키번 번주 1828년 ~ 1840년 | 후임 다무라 구니미치 |